# Bradina admixtalis
Bradina admixtalis là một loài bướm đêm trong họ Crambidae.